# イバニエスの激流
『イバニエスの激流』（イバニエスのげきりゅう、原題：英語: Torrent）は、1925年に撮影され、1926年に公開されたアメリカ合衆国の映画である。

## 概要
ビセンテ・ブラスコ・イバニェスの小説を原作としてモンタ・ベルが監督、リカルド・コルテスとアメリカ映画初出演のグレタ・ガルボが主演した。
ガルボのメトロ・ゴールドウィン・メイヤー（MGM）専属第1回作品でもある。ベル監督は当初主演にはノーマ・シアラーを希望していたとされる。

## キャスト
- ラファエル：リカルド・コルテス
- レオノーラ：グレタ・ガルボ

## スタッフ
- 監督/製作：モンタ・ベル
- 製作：アーヴィング・タルバーグ（ノンクレジット）
- 脚色：ドロシー・ファーナム
- 撮影：ウィリアム・H・ダニエルズ
- 編集：フランク・サリヴァン
- 装置：セドリック・ギボンズ、メリル・パイ
- 衣裳：キャスリーン・ケイ、モード・マーシュ、マックス・リー

## 劇中劇
- 『ファウスト』
- 『カルメン』